# Жан Анжело
Жан Анжело́ (фр. Jean Angelo), справжнє ім'я — Жан Жак Бартелемі́ (фр. Jean Jacques Barthélemy; 17 травня 1888, Париж, Франція — 28 листопада 1933, там же) — французький актор театру та кіно.

## Біографія
У 1903 році Жан Анжело дебютував на театральній сцені в постановці «Лукреції Борджіа» (італ. Lucrèce Borgia) під керівництвом акторки Сари Бернар. У кіно почав зніматися в 1908 році. Того ж року він з'явився в короткометражному фільмі студії «Фільм д'Ар» «Убивство герцога де Гіза» (фр. L'Assassinat de Duc de Guise) режисерів Шарля Ле Баржі та Андре Кальметта за участю провідних акторів Комеді Франсез.
У 1910-ті роки Анжело багато знімався у Альбера Капеллані, який і відкрив його для кіно. Серед їхніх спільних робіт екранізації творів Віктора Гюго: «Собор Паризької Богоматері» (1911) з Анрі Крауссом в ролі Квазімодо, серіалі «Паризькі таємниці» (1911) та чотирисерійній екранізації «Знедолених» (1913).
З початком Першої світової війни Жан Анжело був змушений перервати акторську кар'єру. У 1914 році він пішов на фронт звідки повернувся з бойовими пораненнями.
У 1917 році Анжело знявся разом з Сарою Бернар та Жоржем Мельхіором у військово-пропагандистському фільмі «Матері Франції» (фр. Mère françaises). У тому ж році він вирушив до США для участі у фільмі «Божественна жертва» (англ. The Divine Sacrifice, 1918) режисера Джорджа Арчейнбода. Це була перша головна роль Анжело, та єдиний досвід роботи в американському кінопроєкті.
Повернувшись до Франції ще до закінчення війни, Жан Анжело продовжив зніматися у фільмах французьких режисерів, ставши у 1920-х роках суперзіркою німого кіно. Бувши досвідченим спортсменом та блискучим фехтувальником, Анжело став героєм декількох успішних пригодницьких фільмів. У 1921 році він зіграв капітана Моранжа в «Атлантиді» (реж. Жак Фейдер, 1921) за однойменним романом П'єра Бенуа. Згодом він вдруге зіграв цю роль у французькій версії звукового ремейку 1932 року, поставленого німецьким режисером Георгом Вільгельмом Пабстом.
У 1920-30 роках Жан Анжело знімався також у таких провідних режисерів французького кіно, як Жан Епштейн, Віктор Турянський, Жан Ренуар, Анрі Фекур, Марсель Л'Ерб'є та ін.
У 1933 році під час зйомок в кіноадаптації «Коломби» Проспера Меріме Жан Анжело захворів на пневмонію та помер 28 листопада того ж року в Парижі у віці 58 років.

## Фільмографія (вибіркова)
| Рік  |    | Українська назва                 | Оригінальна назва                | Роль                                          |
| ---- | -- | -------------------------------- | -------------------------------- | --------------------------------------------- |
| 1908 | кф | Убивство герцога де Гіза         | L'assassinat du duc de Guise     |                                               |
| 1908 | кф | Саломея                          | Salomé                           |                                               |
| 1909 | кф | Негарна, індуська казка          | La laide, conte hindou           |                                               |
| 1910 | кф | Фра-Дияволо                      | Fra Diavolo                      |                                               |
| 1911 | кф | Собор Паризької Богоматері       | Notre-Dame de Paris              |                                               |
| 1912 | ф  | Паризькі таємниці                | Les mystères de Paris            |                                               |
| 1912 | кф | Королева Єлизавета               | Les amours de la reine Élisabeth | Сеймур                                        |
| 1913 | ф  | Знедолені                        | Les misérables                   | Енжольрас                                     |
| 1914 | ф  | Вендентта                        | Vendetta                         |                                               |
| 1917 | ф  | Французькі матері                | Mères françaises                 | Робер д'Урбекс                                |
| 1918 | ф  | Божественна жертва               | The Divine Sacrifice             | Давид Кареві                                  |
| 1921 | ф  | Атлантида                        | L'Atlantide                      | капітан Моранж                                |
| 1921 | ф  | Фромон молодший і Рислер старший | Fromont jeune et Risler aîné     | Франц Рислер                                  |
| 1923 | ф  | Пісня торжествуючої любові       | Le chant de l'amour triomphant   | Музю                                          |
| 1924 | ф  | Остання година                   | Die letzte Stunde                | лорд Беррі                                    |
| 1925 | ф  | Сюркуф                           | Surcouf                          | Робер Сюркуф                                  |
| 1925 | ф  | Пригоди Робера Макера            | Les aventures de Robert Macaire  | Робер Макре                                   |
| 1926 | ф  | Нана                             | Nana                             | граф де Вандев                                |
| 1927 | ф  | Маркітта                         | Marquitta                        | принц Власко                                  |
| 1927 | ф  | Кінець Монте-Карло               | La fin de Monte-Carlo            | Рафаель Монтейра                              |
| 1927 | ф  | Шантаж                           | Chantage                         | граф де Шансі                                 |
| 1927 | ф  | Двоє під небозводом              | Zwei unterm Himmelszelt          | Томас Турнезен                                |
| 1928 | ф  | Справа прокурора М.              | Der Fall des Staatsanwalts M...  | Мірзев                                        |
| 1928 | ф  | Ява                              | Une java                         |                                               |
| 1928 | ф  | Диявольське коло                 | La ronde infernale               |                                               |
| 1929 | ф  | Божевільна діва                  | La vierge folle                  | Армурі                                        |
| 1929 | ф  | Монте-Крісто                     | Monte Cristo                     | Едмон Датес / абат Бусоні / граф Монте-Крісто |
| 1930 | ф  | Дитя любові                      | L'enfant de l'amour              | Поль Ронц                                     |
| 1931 | ф  | Чоловік, який вбив               | L'homme qui assassina            | маркіз де Сав'єн                              |
| 1931 | ф  | Моє серце інкогніто              | Mon coeur incognito              |                                               |
| 1931 | ф  | Остання колискова                | La dernière berceuse             |                                               |
| 1932 | ф  | Атлантида                        | L'Atlantide                      | капітан Моранж                                |
| 1932 | ф  | Сержант Ікс                      | Le sergent X                     | Шарден                                        |
| 1932 | ф  | Трикутник вогню                  | Le triangle de feu               | інспектор Бремон                              |
| 1933 | ф  | Три кулі у шкіру                 | Trois balles dans la peau        | Максим Дартуа                                 |
| 1933 | ф  | Коломба                          | Colomba                          |                                               |